# Horní Kruty
Horní Kruty är en ort i Tjeckien.   Den ligger i regionen Mellersta Böhmen, i den centrala delen av landet, 40 km öster om huvudstaden Prag. Horní Kruty ligger 414 meter över havet och antalet invånare är 514.
Terrängen runt Horní Kruty är huvudsakligen platt, men åt sydväst är den kuperad. Runt Horní Kruty är det ganska tätbefolkat, med 100 invånare per kvadratkilometer. Närmaste större samhälle är Český Brod, 18,6 km norr om Horní Kruty. Trakten runt Horní Kruty består till största delen av jordbruksmark.